# Zamúdico

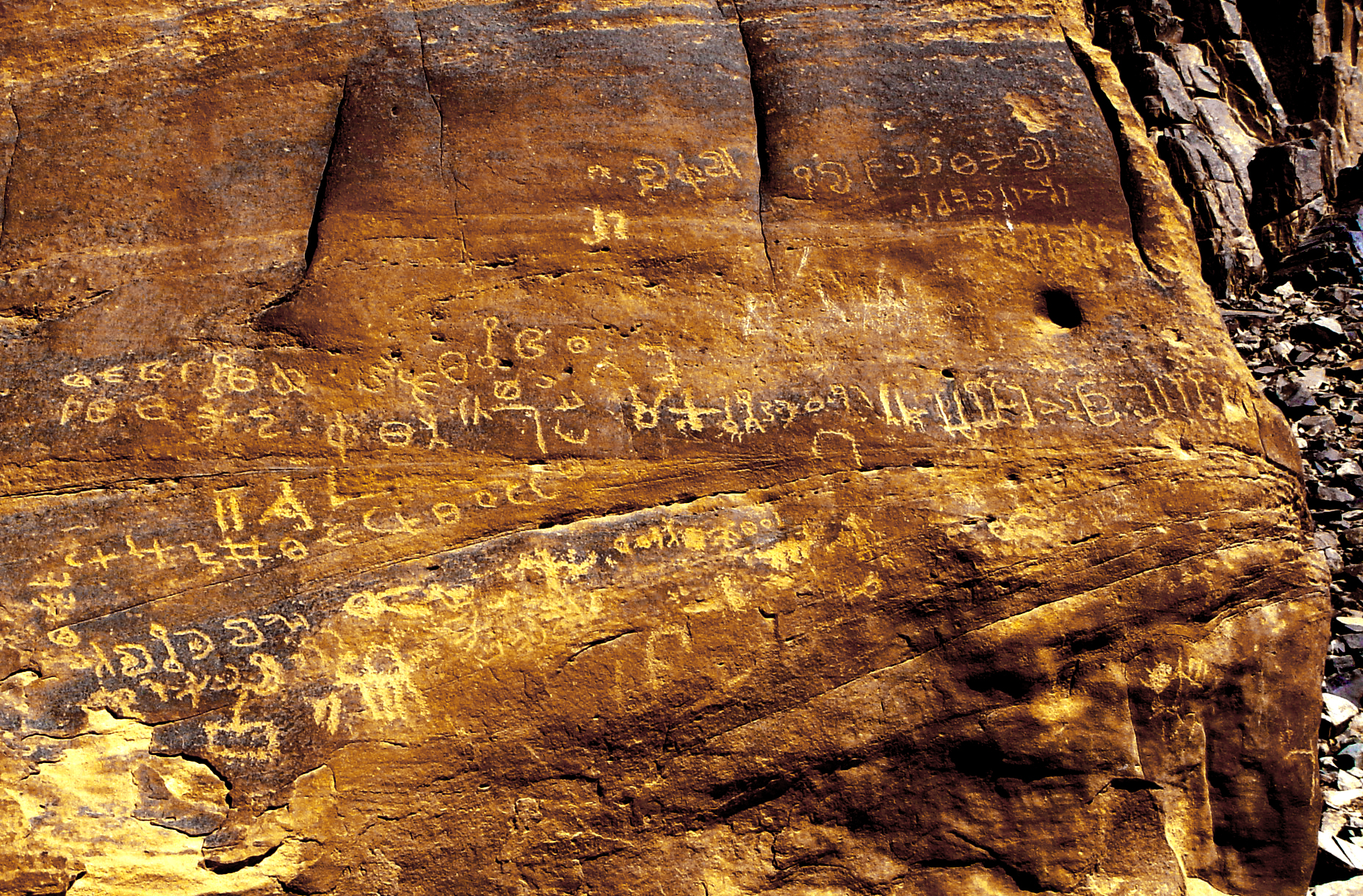
Inscripciones zamúdicas en Wadi Rum

El zamúdico (también tamúdico o thamúdico, llamado así por la tribu de los zamudíes) es un grupo de escrituras epigráficas conocidas a partir de las numerosas inscripciones que usan el alfabeto antiguo del norte de Arabia (ANA), que aún no han sido estudiados adecuadamente. Estos textos se encuentran en una amplia zona que abarca desde el sur de Siria hasta Yemen. En 1937, Fred V. Winnett dividió las inscripciones conocidas en ese momento en cinco categorías aproximadas: A, B, C, D, E. En 1951, se registraron unas 9.000 inscripciones más en el suroeste de Arabia Saudita, a las que se les dio el nombre de zamúdico meridional Sur. 

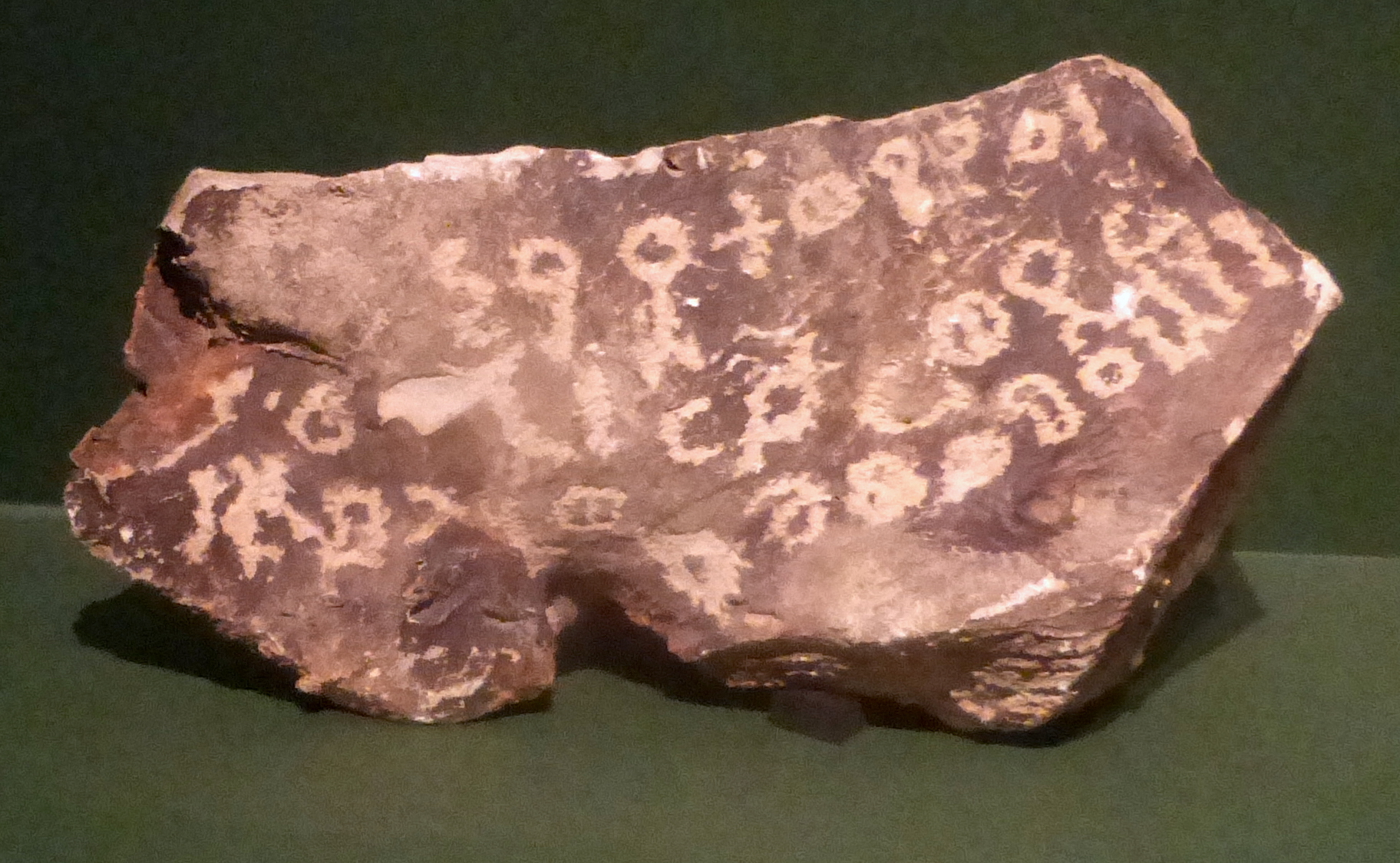
Zamúdico F

El zamúdico A ahora se conoce como escritura taimanítica. El zamúdico E ahora se conoce como escritura hismaica. El zamúdico del Sur también se conoce como zamúdico F.

## Variedades

### Zamúdico B
Las inscripciones en zamúdico B se concentran en el noroeste de Arabia, pero ocasionalmente pueden encontrarse en Siria, Egipto y Yemen.

### Zamúdico C
Las inscripciones en zamúdico C se concentran en el Néyed, pero también pueden encontrarse en otros lugares del oeste de Arabia. Generalmente contienen la palabra wdd, de significado desconocido. 

### Zamúdico D
Las inscripciones zamúdico D se concentran en el noroeste de Arabia. Una de ellas aparece en un breve bilingüe nabateo-zamúdico de la inscripción del epitafio de Raqosh (JSNab 17) de una tumba nabatea en Hegra (Mada'in Salih) que data del año 267 d. C. También se han hallado un par de inscripciones en el desierto del Néguev.

### Zamúdico F (zamúdico meridional)
Los textos en zamúdico F proceden de la parte sudoeste de la Península Arábiga y parecen contener únicamente nombres, aunque algunos de estos nombres contienen mimación y un ejemplo de un artículo definido hl- */hal/.